# Ліщинська Наталія Євстахіївна
Ліщинська Наталія Євстахіївна (нар. 1971, м. Стрий, Львівська область) — українська письменниця. Пише як дитячу так і дорослу літературу. Працює в жанрах фентезі, наукової фантастики, містики. Дипломантка літературно-мистецьких конкурсів «Коронація слова» та «Золота мантикора».

## Біографія
Наталка Ліщинська народилася в 1971 р. в м. Стрий. Ще коли була в дитячому садочку її родина переїхала до Львова. Навчалася у ЛНУ ім. І. Франка, де здобула диплом історика.
Пише з 2004 року. Почала з публіцистики, котра з’являлася на сайтах «Українська правда» і «Майдан», а згодом узялася до прози та поезії.
Наталка Ліщинська - дипломант конкурсу «Коронація слова-2011» у номінації «Твори для дітей 13-18 років» з твором «Діти і Пасерб», дипломант «Коронація слова — 2013» у номінації «Пісенна лірика» з твором «Пластилінова Країна», дипломант «Коронація слова-2014» у номінації «Пісенна лірика» з твором «Рідна потвора», дипломант конкурсу «Золота мантикора» (2011 р) з оповіданням "Ворота у небо".
Попри перемоги в конкурсах довго не могла видати свої романи. Деякі видавці пропонували видати романи за її власні кошти, інші пропонували перекладати романи російською. Зрештою, у 2016 році авторка дебютувала у «великій прозі» з фантастичною антиутопією «Нова людина», яке було видане Видавничою групою КМ-Букс
Хобі - читання, футурологія, техніка, машини, спостереження за живими істотами. На творчість авторки справили вплив такі митці як Лем, Азімов, Толкін, Коллінз, Гейман, Бредбері, Тарковський, Роулінг, Орвел, Ле Гуїн, Дяченки, Кінг, Вілсон, Ремарк, Лондон, Пірсіг, Гессе, Леся Українка
Наталка Ліщинська є авторкою окремих оповідань у кількох десятках збірок 2008-2022 рр., серед яких: «Львів. Вишні. Дощі», «Львів. Пані. Панянки», «Львів. Пристрасті. Таємниці», «Львів. Шоколад. Кам'яниці» (КСД), «Дорожні історії» (КМ-Букс), «Теплі історії» (Брайт-Букс), «Агенція «Незалежність» (Видавництво НК «Богдан»). Публікації у часописах й альманахах «Нова проза», «УФО», «Карпатська мантикора», «Пектораль», «Дніпро», кількох львівських газетах та журналах, на сайтах «Зоряна фортеця», «Інша проза», «Захід-Схід», «Рутенія».

## Додаткові джерела
- YouTube подкаст. Наукові фантасти України №2. Наталя Ліщинська